# Heavy Lies the Crown
Albums de Army of the Pharaohs
In Death Reborn
(2014)
Singles
1. Terrorstorm
Sortie : 7 octobre 2014

Heavy Lies the Crown est le cinquième album studio d'Army of the Pharaohs, sorti le 21 octobre 2014.
L'album s'est classé 14e au Top Rap Albums, 25e au Top Independent Albums, 27e au Top R&B/Hip-Hop Albums et 142e au Billboard 200.

## Liste des titres
| No  | Titre                                                    | Contient un (des) sample(s) de                | Durée |
| --- | -------------------------------------------------------- | --------------------------------------------- | ----- |
| 1.  | War Machine (Produit par Frank Dukes)                    |                                               | 4:30  |
| 2.  | Blood Storm (Produit par Nero)                           |                                               | 3:44  |
| 3.  | The Tempter and The Bible Black (Produit par Stu Bangas) | Stop the Violence des Boogie Down Productions | 3:38  |
| 4.  | Serpent King (Produit par C-Lance)                       |                                               | 3:12  |
| 5.  | The King's Curse (Produit par 7L)                        |                                               | 3:24  |
| 6.  | Terrorstorm (Produit par C-Lance)                        |                                               | 5:03  |
| 7.  | Conjure the Legions (Produit par C-Lance)                |                                               | 5:20  |
| 8.  | Fed to the Lions (Produit par Twiz the Beat Pro)         |                                               | 4:09  |
| 9.  | Sword and Bullet (Produit par Shuko)                     |                                               | 3:44  |
| 10. | Wrath Prophecy (Produit par Beatnick Dee)                |                                               | 3:18  |
| 11. | Conversation with a Bullet (Produit par Juan Muteniac)   |                                               | 4:18  |
| 12. | The Hate and The Blame (Produit par Todd Spadafore)      |                                               | 3:55  |
| 13. | Becoming the Absolute (Produit par DJ Skizz)             |                                               | 3:30  |
| 14. | The Quickening (Produit par MTK)                         |                                               | 4:02  |